# Guasila
Guasila település Olaszországban, Szardínia régióban, Cagliari megyében. Lakosainak száma 2480 fő (2023. január 1.). Guasila Gesico, Guamaggiore, Pimentel, Samatzai, Serrenti, Villanovafranca, Furtei, Ortacesus, Segariu és Villamar községekkel határos.

## Népesség
A település lakossága az elmúlt években az alábbi módon változott:
| Lakosok száma | 2673 | 2681 | 2480 |
|               | 2017 | 2018 | 2023 |